# Pic Negre d'Envalira
Le pic Negre d'Envalira est un sommet pyrénéen situé sur la frontière entre l'Andorre et la France, entre la commune de Porta et la paroisse d'Encamp. Il surmonte le port d'Envalira et donne naissance à l'Ariège. Son sommet est situé entre 2 822 et 2 827 mètres selon les différentes cartes.

## Toponymie
Vu depuis le Pas de la Case, la face nord du pic paraît très sombre, d'où son nom de « pic noir ». Par ailleurs, celui-ci se situe à proximité du port d'Envalira, plus haut col routier des Pyrénées.

## Géographie

### Topographie

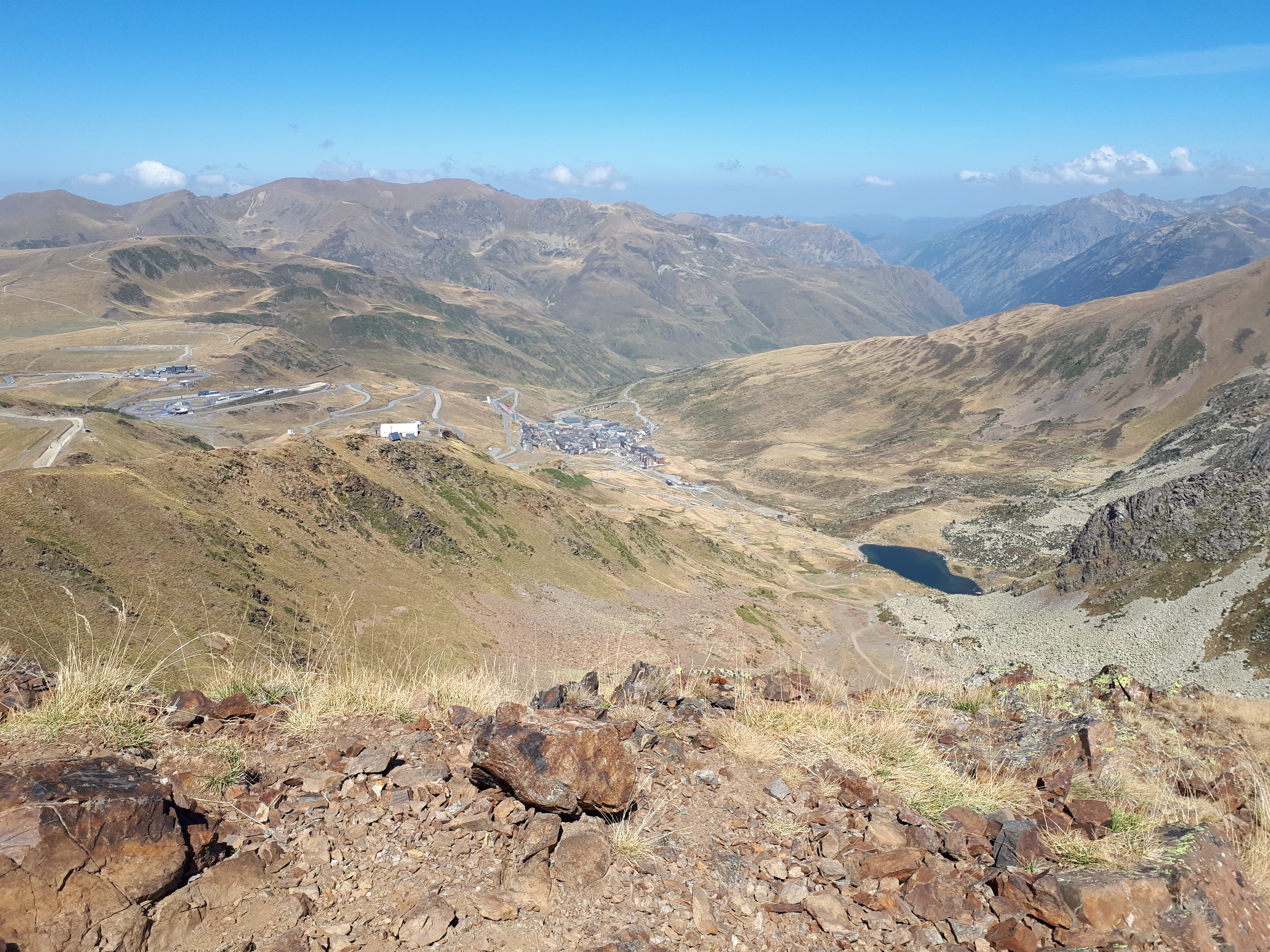
Estany de Font Negra (ou Abelletes) – la source de l'Ariège – vu depuis le pic Negre d'Envalira. La rivière passe par le Pas de la Case avant de descendre dans sa vallée en auge en direction de Tarascon et Foix.

L'altitude du pic varie selon les cartes données par les différents organismes officiels. Pour la carte Muntanyes d'Andorra du gouvernement andorran, elle est de 2 822,9 m. Le ministère français de l'Europe et des Affaires étrangères fournit une carte mentionnant 2 822 m et celle de l'IGN français indique 2 827 m.
Il est situé à environ 1,5 km au nord de la portella Blanca d'Andorra (2 517 m) qui matérialise un tripoint réunissant l'Andorre, l'Espagne et la France, et où passent le GR 7 et le GR 107.
Le pic Negre d'Envalira se trouve sur une ligne de partage des eaux. Il domine :
- au nord-est, le Clot de les Abelletes, un creux qui débouche plus au nord sur la haute vallée de l'Ariège, près des sources mêmes de cette rivière, affluent de la Garonne qui se jette dans l'océan Atlantique ;
- au sud-est, la Pleta de Barrera, un plateau irrigué par la Ribera de Campcardós, un affluent du Carol et un sous-affluent du Sègre qui se jette dans la mer Méditerranée ;
- au sud-ouest, la vallée glaciaire d'Engaït, traversée par le Riu d'Engaït, qui forme avec le Riu de Vallcivera le Riu de la Llosa, un affluent du Sègre ;
- à l'ouest, les Clots de la Menera, où le Riu de la Barraca Cremada rejoint la Valira d'Orient qui forme avec la Valira del Nord la Gran Valira, un affluent du Sègre.

### Géologie

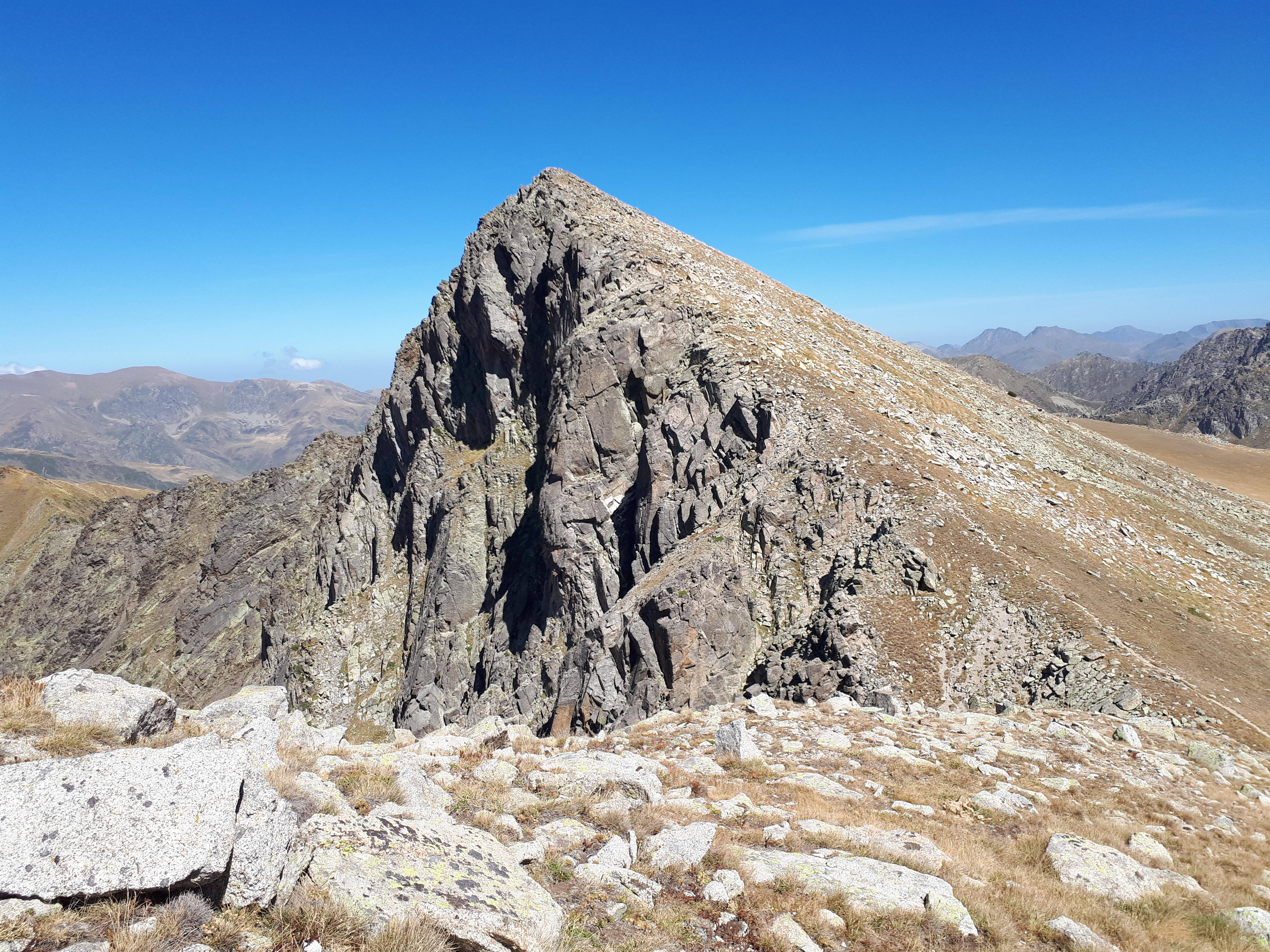
Vue vers le nord sur le sommet du pic Negre d'Envalira. Blocs de granite au premier plan. Métasédiments cambro-ordoviciens dans les falaises sombres à gauche du sommet.

La montagne est située sur la bordure nord du pluton granitique hercynien de Mont-Louis - Andorre, avec une zone de métasédiments cambriens et ordoviciens (quartzites, conglomérats, schistes, etc.) au nord.

## Histoire
Un traité signé entre les deux pays en 2012, paru au journal officiel de la République française en novembre 2015, fixe une partie de la frontière entre l'Andorre et la France au sommet du pic Negre d'Envalira et aux deux lignes de crêtes qui en partent, vers le nord-est et le sud-est, et qui forment une ligne de partage des eaux. Ce traité entre en vigueur le 1er septembre 2015.

## Voies d'accès et randonnées
Seuls des itinéraires de randonnée permettent d'atteindre le sommet.